# ارتجاع بيولوجي
الارتجاع البيولوجي  (بالإنجليزية: Biofeedback) هو تَقنيّة يمكنُ استخدامها لمعرفة كيفيّة التّحكّم بالوظائف الجسديّة، مثل سرعة القلب. عند استخدام الارتجاع البيولوجي، يُوصَل الشّخص إلى حساسات كهربائيّة تساعده في تلقّي معلومات (ارتجاع) عن الجسم (بيولوجي). يساعدُ هذا الارتجاع في التّركيز على إحداث تغييرات دقيقة في الجسم، مثل إرخاء عَضلات مُعيّنة، بهدف الوصول لنتائج يُرغَب بها، مثل تسكين الألم.
يُعطي هذا الارتجاع البيولوجيّ في الأساس المقدرة على الاستفادة من الأفكار للتحكّم بالجسم، وفي أحوال كثيرة بهدف المساعدة في التغلب على مُشكلة صحيّة أو في المساعدة على أداء جسديّ ما. يُستخدَم الارتجاع البيولوجيّ غالباً على هيئة تَقنيّة إرخاء.

## حالات يستخدم فيها
يستخدَم الارتجاع البيولوجي، والذي يُسمَّى أحياناً بتدريب الارتجاع البيولوجيّ، ليعينَ على إدارة الكثير من مسائل الصحة النفسية والجسديّة، بما في ذلك:
- القلق أو التوتّر
- الربو
- الآثار الجانبية للمعالجة الكيميائيّة
- الألم المزمن
- الإمساك
- ارتفاع ضغط الدّم
- السَّلَس
- متلازمة الأمعاء الهيوجة (تشنج القولون)[2]

## أسباب استخدامه
ويلجأ الناس للارتجاع البيولوجي لأسباب مُتنوّعة:
- هو غير باضع
- قد يُقلّل أو يوقف الحاجة للأدوية
- قد يُشكل بديلاً علاجياً لأولئك الذين لا يتحمّلون الأدوية
- قد يُشكّل خياراً عندما لا يقوم الدواء بمهمته كما يجب
- قد يُشكّل بديلاً عن الأدوية في حالات معيّنة مثل الحَمل
- يُساعد في جعل الناس مسؤولين عن صحّتهم

## مخاطره
الارتجاع البيولوجيّ آمنٌ على وجه العموم. إلا أنّ الارتجاع البيولوجيّ قد لا يكون مناسباً لأي شخص. لا بدّ من التحدّث مع الطبيب أولاً قبل البدء به.

## تحضير المريض
لا يَحتاج المريض لتحضيرات خاصة لإجراء الارتجاع البيولوجيّ، لإيجاد اختصاصي بالارتجاع البيولوجي لا بد أولاً من سؤال الطبيب أو محترف صحيّ ذو اطلاع عن العلاج بالارتجاع البيولوجيّ كي يدلّ على شخصٍ له خبرة بمعالجة حالتكَ. يُرخّص للكثير من المعالجين بالارتجاع البيولوجيّ بالعمل في مجال صحي آخر، مثل التّمريض أو العلاج الفيزيائيّ، وقد يعملون تحت إشراف طبيب. غير أنّ نصوص القانون النّاظمة لعمل ممارسي الارتجاع البيولوجي مُتغيّرَة. يختار بعض مُعالجي الارتجاع البيولوجي الحصول على شهادة كي يبيّنوا تدريبهم وخبرتم الإضافيّة في هذا المضمار.
بالإمكان توجيه أسئلة لمُعالج الارتجاع البيولوجيّ، مثلَ:
- هل أنت مُرخّص أو ذو شَهادة أو مُجاز؟
- إن لم تكن مُرخّص، فهل تعملَ تحتَ إشراف مُحترف في الرعاية الصحيّة؟
- ما هو تدريبك وخبرتك؟
- هل لديك خبرة في تأمين ارتجاع لحالتي؟
- كم عدد جلسات الارتجاع البيولوجي التي أحتاجها برأيك؟
- ما هي التّكاليف، وهل يغطّيها تأميني الصحيّ؟
- هل بإمكانك تزويدا بقائمة بالمراجع.

## النتائج المتوقعة
يوصل المعالج خلال جلسة الارتجاع البيولوجيّ حسّاسات كهربائيّة إلى أجزاء مُختلفة من الجسم. تُراقب تلك الحسّاسات الحالة الفيزيولوجية للجسم، مثل الموجات الدّماغيّة أو درجة حرارة الجسم أو التوتّر العضليّ. وترجع تلك المعلومات للشخص عبر مُشعرات مثل صوت زمور أو ضوء وامض. يعلّم الإرجاع الشّخص كيف يُغيّر أو يتحكّم بالارتكاسات الفيزيولوجيّة للجسم عن طريق تغيير أفكاره أو انفعالاته أو سلوكه. وسيساعد هذا بدوره في الحالة التي يُرجا عُلاجها.
فعلى سبيل المثال، يُمكن أن يشير الارتجاع الحيوي للعضلات المُتوتّرَة التي تتسبّب بالصّداع. ثمّ يتعلّم المريض كيف يُحرّض تغييرات فيزيائية إيجابية في جسمه، مثل إرخاء تلك العضلات المُحدّدة، كي يُسكَّن الألم. الغاية الإجمالية للارتجاع البيولوجي هي تعلّم الشخص كيف يستخدم تلك التغييرات في بيته وحده.